# العلاقات القطرية الكولومبية
العلاقات القطرية الكولومبية هي العلاقات الثنائية التي تجمع بين قطر وكولومبيا.

## مقارنة بين البلدين
هذه مقارنة عامة ومرجعية للدولتين:
| وجه المقارنة                                              | قطر           | كولومبيا        |
| --------------------------------------------------------- | ------------- | --------------- |
| المساحة (كم2)                                             | 11.44 ألف     | 1.14 مليون      |
| عدد السكان (نسمة)                                         | 2.64 مليون    | 49.07 مليون     |
| الكثافة السكانية (ن./كم²)                                 | 230.77        | 43.04           |
| العاصمة                                                   | الدوحة        | بوغوتا          |
| اللغة الرسمية                                             | اللغة العربية | اللغة الإسبانية |
| العملة                                                    | ريال قطري     | بيزو كولومبي    |
| الناتج المحلي الإجمالي (بليون دولار)                      | 167.61 مليار  | 309.19 مليار    |
| الناتج المحلي الإجمالي (تعادل القوة الشرائية) بليون دولار | 316.40 مليار  | 724.96 مليار    |
| الناتج المحلي الإجمالي الاسمي للفرد دولار أمريكي          | 73.65 ألف     | 7.60 ألف        |
| الناتج المحلي الإجمالي للفرد دولار أمريكي                 | 141.54 ألف    | 13.36 ألف       |
| مؤشر التنمية البشرية                                      | 0.850         | 0.720           |
| رمز المكالمات الدولي                                      | +974          | +57             |
| رمز الإنترنت                                              | .qa           | .co             |
| المنطقة الزمنية                                           | ت ع م+03:00   | 00              |

## منظمات دولية مشتركة
يشترك البلدان في عضوية مجموعة من المنظمات الدولية، منها:
| علم المنظمة | اسم المنظمة                               | تاريخ انضمام قطر | تاريخ انضمام كولومبيا |
| ----------- | ----------------------------------------- | ---------------- | --------------------- |
|             | يونسكو                                    | 27 يناير 1972    | 31 أكتوبر 1947        |
|             | وكالة ضمان الاستثمار متعدد الأطراف        | 22 أكتوبر 1996   | 30 نوفمبر 1995        |
|             | الأمم المتحدة                             | 21 سبتمبر 1971   | 5 نوفمبر 1945         |
|             | الاتحاد البريدي العالمي                   | ?                | ?                     |
|             | البنك الدولي للإنشاء والتعمير             | 25 سبتمبر 1972   | 24 ديسمبر 1946        |
|             | المنظمة الهيدروغرافية الدولية             | ?                | ?                     |
|             | الاتحاد الدولي للاتصالات                  | 27 مارس 1973     | 25 أغسطس 1914         |
|             | منظمة حظر الأسلحة الكيميائية              | ?                | ?                     |
|             | مؤسسة التمويل الدولية                     | 11 أكتوبر 2008   | 20 يوليو 1956         |
|             | المركز الدولي لتسوية المنازعات الاستشارية | 20 يناير 2011    | 14 أغسطس 1997         |
|             | منظمة التجارة العالمية                    | ?                | ?                     |
|             | منظمة الشرطة الجنائية الدولية             | ?                | ?                     |

## وصلات خارجية
- موقع وزارة الخارجية القطرية